# Indijanci Velikog Bazena
Indijanci Velikog Bazena  (Great Basin Indians), jedno od kulturnih područja sjevernoameričkih Indijanaca što se nalazi na jugozapadu Sjeverne Amerike omeđeno prerijama na istoku, na jugu jugozapadnim kulturnim područjem, na istoku Kalifornijom i na sjeveru Platoom Columbije. Zbog toga što je na zapadu od oceana odvojen planinama Sierra Nevada, i na istoku Stjenjakom (Rockies; planine Snake, White Pine, Wasatch i Wilson Creek), on sa svojih 1.031.000 četvornih kilometara ili 398.000 četvornih milja ne pripada ni pacifičkom ni atlantskom slivu, a većina vode iz površinskih tokova ispari.
Veliki bazen prostire se na područjima jugoistočne Kalifornije, Nevade, jugoistočnog Oregona i zapadnog Utaha. Tlo je polupustinjsko ili pustinjsko.
Indijanci što živer u ovom kraju opstaju od sakupljanja i lova na sitne životinje. Oni pripadaju skupini plemena poznatih kolektivno kao Šošoni, to su: zapadni numic govornici: Sjeverni Pajuti, Owens Valley Pajuti, Eastern i Western Mono, i jezično njima različiti Washo Indijanci, sa zapada Velčikog bazena. U Središnjem bazenu žive Bannock (zapadni numic govornici) i Zapadni Šošoni, Gosiute, Weber Ute, Wind River ili Eastern Šošoni, Sheep Eater Šošoni, Lemhi Šošoni, Sjeverni Šošoni i na krajnjem jugu Panamint. U jugoitoku bazena naseljeni su južni numic govornici: Sjeverni i Južni Juti, Tumpanogots, Pahvant, Fish Lake, Red Lake, Pajuti, Moapa, Kaibab, Uinkarets, Shivwits, Las Vegas, Chemehuevi i Kawaiisu.

## Slika
- Veliki slani bazen  Arhivirana inačica izvorne stranice od 11. srpnja 2010. (Wayback Machine)

## Vanjske poveznice
- Plateau and Great Basin Tribes about 1700[neaktivna poveznica]